# Gianpiero Zubani
Gianpiero Zubani (Milán, 15 de mayo de 1935 - Milán, 13 de agosto de 2003) fue un piloto de motociclismo italiano, que compitió de manera puntual en el Campeonato del Mundo de Motociclismo, desde 1958 hasta 1971.

## Biografía
Siguiendo la estela de su hermano Romualdo en sus experiencias off-road, Gianpiero Zubani comenzó a practicar a bordo de una Motom. En 1953 hizo su debut en el circuito Ospedaletti, montando una  MV Agusta 125 y, el 27 de septiembre, ganó su primera carrera en el circuito Mestre. En 1954 fue contratado en el equipo de carreras de Rumi que le ofreció una competitiva 125 Junior, con la que ganó la Cernobbio-Bisbino. En 1955, conquistó dos etapas el Campeonato Italiano de montaña.
Al final de la temporada aceptó la propuesta de Moto Morini para participar como piloto oficial en el Campeonato de Italia de velocidad junior en la categoría de 175cc. En ese campeonato muy reñido, Zubani terminó cuarto en 1956, tercero en 1957 y finalmente se proclamó campeón en 1958. Ese mismo año, junto con Emilio Mendogni, trajo el Moto Morini 250 Bialbero a su debut en Monza, en la última carrera de 1958, tomando el segundo lugar detrás de su compañero de equipo. La siguiente temporada no estuvo a la altura de las expectativas, excepto por una victoria significativa en la clásica florentina en el circuito urbano del Campo di Marte. A comienzos de 1960 una fractura de pierna lo obligó a descansar durante toda la temporada deportiva. Mientras tanto, el campeón mundial Tarquinio Provini había llegado al equipo y, unos meses después, se uniría al debutante Giacomo Agostini. Zubani decidió aceptar la oferta de Aermacchi que lo quería como piloto de pruebas, dejándolo solo para competir en competiciones privadas.
En 1963 participó en el Campeonato Italiano de velocidad con la Paton, firmando un contrato como piloto piloto de prueba con Parilla, y estuvo entre los seis pilotos convocados por Garelli para el intento de récord de velocidad en las 24 horas de 50cc], alcanzado a un promedio de 108,834 km/h en el anillo de alta velocidad del circuito de Monza. En el mismo año, MV Agusta también le ofreció un compromiso que, sin embargo, se desvaneció tras la negativa de Parilla.
Durante las siguientes temporadas, Zubani ya no tuvo la oportunidad de conducir una motocicleta oficial, pero todavía estaba presente como piloto privado para marcas como Aermacchi, Bultaco y Kawasaki,  obteniendo posiciones honorables en muchas carreras del campeonato senior, en las clases 250 y 500. En 1972 fue contactado por Bepi Koelliker para competir en el Campeonato de Resistencia a bordo de una Triumph Trident oficial.
Después de la despedida de las carreras, en 1973, Zubani continuó su actividad en Aermacchi, hasta que decidió iniciar un negocio de alquiler de coches de lujo, en sociedad con Giancarlo Dobelli, hijo del campeón del mundo de sidecar Lorenzo. Durante muchos años, los dos estuvieron al servicio casi exclusivamente de Fininvest que utilizó la agencia para transportar estrellas de televisión y deportistas. Zubani fue golpeado por una enfermedad incurable que lo aplastó a los 68 años. En su lecho de muerte se casó con Miki, la pareja con la que había vivido durante más de cuarenta años.

## Resultados en el Campeonato del Mundo
Sistema de puntuación desde 1950 hasta 1968:
| Posición | 1.º | 2.º | 3.º | 4.º | 5.º | 6.º |
| Puntos   | 8   | 6   | 4   | 3   | 2   | 1   |

Sistema de puntuación desde 1969 hasta 1987:
| Posición | 1.º | 2.º | 3.º | 4.º | 5.º | 6.º | 7.º | 8.º | 9.º | 10.º |
| Puntos   | 15  | 12  | 10  | 8   | 6   | 5   | 4   | 3   | 2   | 1    |

### Carreras por año
| Año  | Categoría | Equipo      | 1       | 2      | 3     | 4     | 5     | 6     | 7     | 8       | 9      | 10    | 11    | 12    | Pts. | Pos. |
| ---- | --------- | ----------- | ------- | ------ | ----- | ----- | ----- | ----- | ----- | ------- | ------ | ----- | ----- | ----- | ---- | ---- |
| 1958 | 250cc     | Moto Morini | IOM -   | NED -  |       | GER - | SWE - | ULS - | NAT 2 |         |        |       |       |       | 6    | 7.º  |
| 1959 | 250cc     | Moto Morini |         | IOM -  | GER - | NED - | BEL - |       | ULS - | NAT Ret |        |       |       |       | 0    | -    |
| 1963 | 125cc     | Paton       | ESP -   | GER 15 | IOM - | NED - | BEL - | ULS - | RDA - | FIN -   | NAT 11 | ARG - |       |       | 0    | -    |
| 1970 | 500cc     | Kawasaki    | GER -   | FRA -  | YUG 9 | IOM - | NED - | BEL - | RDA - |         | FIN -  | ULS - | NAT 5 | ESP - | 8    | 23.º |
| 1971 | 500cc     | Kawasaki    | AUT Ret | GER -  | IOM - | NED - | BEL - | RDA - |       | SWE -   | FIN -  | ULS - | NAT 2 | ESP - | 12   | 13.º |